# Дзидзоев, Валерий Дударович
Валерий Дударович Дзидзоев (род. 29 марта 1950 г.) — ученый-кавказовед, доктор исторических наук, профессор, заслуженный деятель науки РСО-А, РЮО, КБР и РД, заведующий кафедрой политологии СОГУ с 1998 по 2012 гг., директор Центра этнополитических исследований СОГУ в 2012—2014 гг, , член Ученого совета СОГУ с 1998 по 2014 гг., член Ученого совета горского ГАУ, где с июня 2007 работает заведующим кафедрой теории государства и права и политологии, член Ученого совета Владикавказского научного центра РАН с 2000 г.

## Биография
Уроженец селения Дур-Дур Северной Осетии, где закончил среднюю школу.
В 1970 г. поступил на исторический факультет Северо-Осетинского государственного университета им. К. Л. Хетагурова.
По окончании вуза в 1975 г. начал работать преподавателем в ГМТ, затем стал аспирантом кафедры отечественной истории XX века и в 1982 г. защитил кандидатскую диссертацию. В 1992 г. в Ленинградском госуниверситете на кафедре истории Отечества защитил докторскую диссертацию на тему: «Национальная политика СССР, межнациональные отношения и национальные движения на Северном Кавказе».
С 1998 г. заведовал кафедрой политологии Северо-Осетинского государственного университета им. К. Л. Хетагурова.
Под научным руководством В. Д. Дзидзоева защищены около 50 кандидатских и докторских диссертаций (по специальностям 07.00.02 — «Отечественная история» и 23.00.02 — «Политические институты, этнополитическая конфликтология, национальные и политические процессы и технологии»).

### Научная деятельность
Является автором и соавтором более 460 работ, в том числе более 30 монографических исследований. Диапазон научных интересов ученого охватывает вопросы истории Осетии и всего Кавказа, начиная с позднего средневековья и до наших дней, проблемы Кавказской и Великой Отечественной войн. Одна из важнейших и сложных проблем, в которой автор зарекомендовал себя признанным специалистом — национальная политика и межнациональные отношения, история национально-государственных образований на Кавказе. Большое место в этой связи в творчестве В. Д. Дзидзоева занимает история Абхазии и Южной Осетии постсоветского периода.

#### Основные труды
- «Национальная политика: уроки опыта» (Владикавказ, 1994; 1997; 2002),
- «Национальные отношения на Кавказе» (Владикавказ, 1995; 1998; 2000),
- «Белый и красный террор на Северном Кавказе в 1917—1918 годах» (Владикавказ, 1997; 2000),
- «От союза объединенных горцев Северного Кавказа и Дагестана» до Горской АССР (1917—1924) (Владикавказ, 2003)
- «Кавказ конца XX века: тенденции этнополитического развития» (Владикавказ, 2000; 2004)
- «Зарождение и развитие правовой мысли и общественно-политических процессов в Осетии во второй половине XIX в». (Владикавказ, 2008)
- «Осетия в эпоху больших потрясений и перемен» (Владикавказ, 2010)
- «Проблемы советского национально-государственного строительства в Осетии и постсоветские итоги» (Владикавказ, 2011)
- «Проблема и перспективы суверенитета молодых государств (на примере Абхазии и Южной Осетии)» (Владикавказ, 2019)

## Награды
Удостоен почетных званий «Заслуженный деятель науки Республики Северная Осетия-Алания», «Заслуженный деятель науки Республики Южная Осетия», «Заслуженный деятель науки Кабардино-Балкарской республики», «Заслуженный деятель науки Республики Дагестан»…
28 марта 2015 г. — Орден Дружбы (Южная Осетия).
19 мая 2014 г. Почетная грамота Министерства образования и науки РФ за многолетнюю плодотворную работу по развитию и совершенствованию учебного процесса, значительный вклад в дело подготовки высококвалифицированных специалистов.